# Insaisissabilité
L'insaisissabilité est un concept juridique qui rend impossible la saisie d'un revenu ou d'un bien à des fins de recouvrement de dettes. Les modalités de l'insaisissabilité varient en fonction des juridictions.

## Droit par pays

### Chine
En Chine populaire, les logements des primo-accédants peuvent être insaisissables.

### France
En France, le revenu minimum d'insertion ainsi que le domicile d'un auto-entrepreneur peuvent être insaisissable.

### Espagne
Certains biens sont également insaisissable en Espagne, comme aux États-Unis.

### Québec (Canada)
En droit québécois, les biens insaisissables sont décrits aux articles 694 à 700 du Code de procédure civile du Québec.